# Garnotia fuscata
Garnotia fuscata är en gräsart som beskrevs av George Henry Kendrick Thwaites. Garnotia fuscata ingår i släktet Garnotia och familjen gräs. Inga underarter finns listade i Catalogue of Life.